# Kabinett May II
Das Kabinett May II stellte vom 11. Juni 2017 bis 24. Juli 2019 die Regierung des Vereinigten Königreichs. Theresa May war bereits seit dem 13. Juli 2016 (Kabinett May I) Premierministerin; sie leitete im April 2017 eine Neuwahl des Unterhauses ein in der Hoffnung, dort die Mehrheit der Tory-Abgeordneten zu vergrößern und dadurch eine bessere Verhandlungsposition für die anstehenden Verhandlungen über den Austritt des Vereinigten Königreichs aus der Europäischen Union (Brexit) zu haben.

## Regierungszeit
Bei der Wahl am 8. Juni 2017 erhielt ihre Partei keine Mehrheit der Abgeordnetensitze im Unterhaus.  May bildete am 11. Juni 2017 eine Minderheitsregierung. Ein Vertrag mit der DUP zur Unterstützung der Minderheitsregierung wurde am 27. Juni 2017 unterzeichnet. In diesem erklärte sich die DUP bereit bei allen Abstimmungen über den Brexit, die Finanz-, Haushalts- und Sicherheitspolitik, sowie bei Misstrauensanträgen und Voten über die Queen Speech die Regierung zu unterstützen. Zusammen mit ihr hatte die Regierung eine knappe Mehrheit von 327 Sitzen gegenüber 315 der Opposition.
Nach dem Rücktritt von Michael Fallon wurde Gavin Williamson neuer Verteidigungsminister. Nach dem Rücktritt von Priti Patel wurde Penny Mordaunt neue Ministerin für Internationale Entwicklung.
Damian Green wurde am 20. Dezember 2017 von May zum Rücktritt aufgefordert und kam dem auch nach. Sein Posten als Erster Minister blieb zunächst vakant.
Im Januar 2018 bildete May ihr Kabinett um, um den Verlust von Damian Green zu kompensieren. Sie tauschte mehrere Minister aus, wobei sie Damian Greens vorherige Position mit David Lidington besetzte. Lidington wurde durch David Gauke als Justizminister ausgetauscht, während Esther McVey Gauke als Minister für Arbeit und Pensionen ersetzte. Bildungsministerin Justine Greening, die zunächst ins Ministerium für Arbeit und Pensionen wechseln sollte, trat zurück und wurde durch Damian Hinds ersetzt, der zuvor Staatssekretär gewesen war. James Brokenshire trat als Minister für Nordirland zurück und wurde durch Karen Bradley ersetzt, deren vorherige Position als Ministerin für Kultur, Medien und Sport mit Matt Hancock besetzt wurde, der zuvor Staatssekretär für Kultur war. Der Parteivorsitz der Konservativen ging von Patrick McLoughlin an Brandon Lewis. Nach der Entlassung von Verteidigungsminister Gavin Williamson am 1. Mai 2019 wurde dessen Posten mit Penny Mordaunt besetzt; der bisherige Staatssekretär Rory Stewart wurde Entwicklungshilfeminister.
Die ernsthafteste Krise ihrer Amtszeit als Premierministerin bahnte sich an, als May im Dezember 2018 ankündigte, das Unterhaus über den von ihrer Regierung ausgehandelten Vertragsentwurf zum EU-Austritt des Vereinigten Königreichs abstimmen zu lassen. Praktisch alle im Unterhaus vertretenen Parteien außer den Konservativen kündigten die Ablehnung des Vertragsentwurfs an und auch innerhalb der Konservativen Partei meldeten sich viele Kritiker zu Wort. Die Premierministerin verschob daraufhin in buchstäblich letzter Minute die Abstimmung. Kurz danach überstand sie am 12. Dezember 2018 eine fraktionsinterne Abstimmung (Misstrauensvotum), bei der es um ihre Abwahl als Parteiführerin und Premierministerin ging, mit 200 (63 %) zu 117 (37 %) der Abgeordnetenstimmen. Bei der Unterhausabstimmung am 15. Januar 2019 stimmten 202 Abgeordnete für und 432 gegen das von ihrer Regierung ausgehandelte Austrittsabkommen. Mehr als ein Drittel der Abgeordneten ihrer eigenen Partei stimmte dagegen. Jeremy Corbyn beantragte darauf ein Misstrauensvotum, über das am 16. Januar 2019 abgestimmt wurde. Dieses Misstrauensvotum überstand Theresa May mit 325 zu 306 Stimmen. Dennoch war ihre Autorität beschädigt und sie sah keine Möglichkeit ihr Austrittsabkommen durch das Parlament zu bekommen.
Am 24. Mai 2019 kündigte Theresa May deshalb ihren Rücktritt als Führerin der Konservativen Partei zum 7. Juni 2019 an. Als Premierministerin trat sie am 24. Juli zurück, nachdem Boris Johnson am Tag zuvor zum Parteiführer gewählt wurde und sie somit die Amtsgeschäfte geregelt übergeben konnte.

## Kabinettsmitglieder
Nach der vorgezogenen Unterhauswahl am 8. Juni 2017 wurde das Kabinett umgebildet.
| Zugehörigkeit |  | Konservative |

| Amt                                                                                  | Bild               | Person                       | Partei             | Partei             | Amtszeit          | Amtszeit      |
| ------------------------------------------------------------------------------------ | ------------------ | ---------------------------- | ------------------ | ------------------ | ----------------- | ------------- |
| Premierministerin Erster Lord des Schatzamtes Ministerin für den öffentlichen Dienst | Theresa May        | Theresa May                  |                    | Conservative Party | 11. Juni 2017     | 24. Juli 2019 |
| First Secretary of State                                                             | Damien Green       | Damian Green                 | Conservative Party | 11. Juni 2017      | 20. Dezember 2017 |               |
| Minister im Cabinet Office                                                           | Damien Green       | Damian Green                 | Conservative Party | 11. Juni 2017      | 20. Dezember 2017 |               |
| David Lidington                                                                      | David Lidington    | Conservative Party           | 8. Juni 2018       | 24. Juli 2019      |                   |               |
| Schatzkanzler Zweiter Lord des Schatzamtes                                           | Philip Hammond     | Philip Hammond               | Conservative Party | 11. Juni 2017      | 24. Juli 2019     |               |
| Innenminister/in                                                                     | Amber Rudd         | Amber Rudd                   | Conservative Party | 11. Juni 2017      | 8. Januar 2018    |               |
| Innenminister/in                                                                     | Sajid Javid        | Sajid Javid                  | Conservative Party | 8. Januar 2018     | 24. Juli 2019     |               |
| Außenminister                                                                        | Boris Johnson      | Boris Johnson                | Conservative Party | 11. Juni 2017      | 8. Juli 2018      |               |
| Außenminister                                                                        | Jeremy Hunt        | Jeremy Hunt                  | Conservative Party | 8. Juli 2018       | 24. Juli 2019     |               |
| Minister für den Austritt aus der Europäischen Union                                 | David Davis        | David Davis                  | Conservative Party | 11. Juni 2017      | 8. Juli 2018      |               |
| Minister für den Austritt aus der Europäischen Union                                 | Dominic Raab       | Dominic Raab                 | Conservative Party | 8. Juli 2018       | 15. November 2018 |               |
| Minister für den Austritt aus der Europäischen Union                                 | Stephen Barclay    | Stephen Barclay              | Conservative Party | 15. November 2018  | 24. Juli 2019     |               |
| Verteidigungsministerin                                                              | Michael Fallon     | Michael Fallon               | Conservative Party | 11. Juni 2017      | 1. November 2017  |               |
| Verteidigungsministerin                                                              | Gavin Williamson   | Gavin Williamson             | Conservative Party | 1. November 2017   | 1. Mai 2019       |               |
| Verteidigungsministerin                                                              | Penny Mordaunt     | Penny Mordaunt               | Conservative Party | 1. Mai 2019        | 24. Juli 2019     |               |
| Gesundheitsminister                                                                  | Jeremy Hunt        | Jeremy Hunt                  | Conservative Party | 11. Juni 2017      | 8. Juli 2018      |               |
| Gesundheitsminister                                                                  | Matt Hancock       | Matt Hancock                 | Conservative Party | 8. Juli 2018       | 24. Juli 2019     |               |
| Lordkanzler Justizminister                                                           | David Lidington    | David Lidington              | Conservative Party | 11. Juni 2017      | 8. Juni 2018      |               |
| Lordkanzler Justizminister                                                           | David Gauke        | David Gauke                  | Conservative Party | 8. Juni 2018       | 24. Juli 2019     |               |
| Kanzler des Herzogtums Lancaster                                                     | Patrick McLoughlin | Patrick McLoughlin           | Conservative Party | 11. Juni 2017      | 8. Juni 2018      |               |
| Kanzler des Herzogtums Lancaster                                                     | David Lidington    | David Lidington              | Conservative Party | 8. Juni 2018       | 24. Juli 2019     |               |
| Bildungsminister/in                                                                  | Justine Greening   | Justine Greening             | Conservative Party | 11. Juni 2017      | 8. Januar 2018    |               |
| Bildungsminister/in                                                                  | Damian Hinds       | Damian Hinds                 | Conservative Party | 8. Januar 2018     | 24. Juli 2019     |               |
| Minister für internationalen Handel President of the Board of Trade                  | Liam Fox           | Liam Fox                     | Conservative Party | 11. Juni 2017      | 24. Juli 2019     |               |
| Minister für Wirtschaft, Energie und Industriestrategie                              | Greg Clark         | Greg Clark                   | Conservative Party | 11. Juni 2017      | 24. Juli 2019     |               |
| Minister für Umwelt, Ernährung und ländlichen Raum                                   | Michael Gove       | Michael Gove                 | Conservative Party | 11. Juni 2017      | 24. Juli 2019     |               |
| Verkehrsminister                                                                     | Chris Grayling     | Chris Grayling               | Conservative Party | 11. Juni 2017      | 24. Juli 2019     |               |
| Minister für Kommunen und lokale Selbstverwaltung                                    | Sajid Javid        | Sajid Javid                  | Conservative Party | 11. Juni 2017      | 8. Januar 2018    |               |
| Minister für Kommunen und lokale Selbstverwaltung                                    | James Brokenshire  | James Brokenshire            | Conservative Party | 8. Januar 2018     | 24. Juli 2019     |               |
| Lordsiegelbewahrer Leader of the House of Lords                                      | Natalie Evans      | Baroness Evans of Bowes Park | Conservative Party | 11. Juni 2017      | 24. Juli 2019     |               |
| Minister für Schottland                                                              | David Mundell      | David Mundell                | Conservative Party | 11. Juni 2017      | 24. Juli 2019     |               |
| Minister für Wales                                                                   | Alun Cairns        | Alun Cairns                  | Conservative Party | 11. Juni 2017      | 24. Juli 2019     |               |
| Minister/in für Nordirland                                                           | James Brokenshire  | James Brokenshire            | Conservative Party | 11. Juni 2017      | 8. Januar 2018    |               |
| Minister/in für Nordirland                                                           | Karen Bradley      | Karen Bradley                | Conservative Party | 8. Januar 2018     | 24. Juli 2019     |               |
| Minister/in für Internationale Entwicklung                                           | Priti Patel        | Priti Patel                  | Conservative Party | 11. Juni 2017      | 8. November 2017  |               |
| Minister/in für Internationale Entwicklung                                           | Penny Mordaunt     | Penny Mordaunt               | Conservative Party | 8. November 2017   | 1. Mai 2019       |               |
| Minister/in für Internationale Entwicklung                                           | Rory Stewart       | Rory Stewart                 | Conservative Party | 1. Mai 2019        | 24. Juli 2019     |               |
| Minister/in für Kultur, Medien und Sport                                             | Karen Bradley      | Karen Bradley                | Conservative Party | 11. Juni 2017      | 8. Januar 2018    |               |
| Minister/in für Kultur, Medien und Sport                                             | Matt Hancock       | Matt Hancock                 | Conservative Party | 8. Januar 2018     | 9. Juli 2018      |               |
| Minister/in für Kultur, Medien und Sport                                             | Jeremy Wright      | Jeremy Wright                | Conservative Party | 9. Juli 2018       | 24. Juli 2019     |               |
| Minister/in für Arbeit und Pensionen                                                 | David Gauke        | David Gauke                  | Conservative Party | 11. Juni 2017      | 8. Januar 2018    |               |
| Minister/in für Arbeit und Pensionen                                                 | Esther McVey       | Esther McVey                 | Conservative Party | 8. Januar 2018     | 16. November 2018 |               |
| Minister/in für Arbeit und Pensionen                                                 | Amber Rudd         | Amber Rudd                   | Conservative Party | 16. November 2018  | 24. Juli 2019     |               |
| Minister ohne Geschäftsbereich Vorsitzender der Conservative Party                   | Brandon Lewis      | Brandon Lewis                | Conservative Party | 8. Januar 2018     | 24. Juli 2019     |               |
| Weitere Teilnehmer an Kabinettssitzungen                                             |                    |                              |                    |                    |                   |               |
| Chefsekretär des Schatzamtes                                                         | Liz Truss          | Liz Truss                    |                    | Conservative Party | 11. Juni 2017     | 24. Juli 2019 |
| Lordpräsident des Rates Leader of the House of Commons                               | Andrea Leadsom     | Andrea Leadsom               | Conservative Party | 11. Juni 2017      | 23. Mai 2019      |               |
| Lordpräsident des Rates Leader of the House of Commons                               | Mel Stride         | Mel Stride                   | Conservative Party | 23. Mai 2019       | 24. Juli 2019     |               |
| Chief Whip im House of Commons Parlamentarischer Sekretär im Schatzamt               | Julian Smith       | Julian Smith                 | Conservative Party | 11. Juni 2017      | 24. Juli 2019     |               |
| Attorney General (Generalstaatsanwalt)                                               | Jeremy Wright      | Jeremy Wright                | Conservative Party | 11. Juni 2017      | 9. Juli 2018      |               |
| Attorney General (Generalstaatsanwalt)                                               | Geoffrey Cox       | Geoffrey Cox                 | Conservative Party | 9. Juli 2018       | 24. Juli 2019     |               |
| Staatssekretärin für Frauen und Gleichstellung                                       | Justine Greening   | Justine Greening             | Conservative Party | 11. Juni 2017      | 8. Januar 2018    |               |
| Staatssekretärin für Frauen und Gleichstellung                                       | Amber Rudd         | Amber Rudd                   | Conservative Party | 8. Januar 2018     | 30. April 2018    |               |
| Staatssekretärin für Frauen und Gleichstellung                                       | Penny Mordaunt     | Penny Mordaunt               | Conservative Party | 30. April 2018     | 24. Juli 2019     |               |
| Staatssekretär/in für Immigration                                                    | Brandon Lewis      | Brandon Lewis                | Conservative Party | 11. Juni 2017      | 8. Januar 2018    |               |
| Staatssekretär/in für Immigration                                                    | Caroline Nokes     | Caroline Nokes               | Conservative Party | 8. Januar 2018     | 24. Juli 2019     |               |
| Staatssekretärin für Energie und sauberes Wachstum                                   | Claire Perry       | Claire Perry                 | Conservative Party | 11. Juni 2017      | 24. Juli 2019     |               |
| Staatssekretär für Arbeit                                                            | Damian Hinds       | Damian Hinds                 | Conservative Party | 11. Juni 2017      | 8. Januar 2018    |               |